# Wiatrówka (Litwa)
Wiatrówka (lit. Miškonys) − wieś na Litwie, w rejonie wileńskim, 7 km na zachód od Bezdanów, zamieszkana przez 87 ludzi.
W II Rzeczypospolitej zaścianek Wiatrówka należał do powiatu wileńsko-trockiego w województwie wileńskim.